# Nimba (Libéria)
Nimba é um dos 15 condados da Libéria. Sua capital é a cidade de Sanniquellie. Faz fronteira com Costa do Marfim e a Guiné.
Em 2008, sua população era de 468.088, fazendo deste o segundo condado mais populoso do país.

## Distritos
Nimba está dividido em 17 distritos (populações em 2008 entre parênteses):
- Boe & Quilla (17.910)
- Buu-Yao (38.579)
- Doe (39.063)
- Garr-Bain (60.262)
- Gbehlay-Geh (32.461)
- Gbi & Doru (7.744)
- Gbor (10.833)
- Kparblee (11.291)
- Leewehpea (25.140)
- Meinpea-Mahn (23.959)
- Sanniquellie Mahn (24.911)
- Twa River (39.211)
- Wee-Gbehy-Mahn (31.383
- Yarmein (26.133)
- Yarpea Mahn (21.784)
- Yarwein Mehnsonnoh (28.749)
- Zoe Gbao (28.675)